# فصل شیدایی
فصل شیدایی نام نمایش میدانی و چند رسانه‌ای به طراحی و کارگردانی سعید اسماعیلی است. این نمایش پس از اجرا در استان‌های مختلف ایران از جمله هرمزگان، خوزستان، یزد، لرستان، بوشهر، چهارمحال و بختیاری ، شیراز و جزیره ابوموسی قم و همچنین در کشور عراق، در شبهای تیر ماه ۱۳۹۴ که همزمان با ماه رمضان بود در بام شرقی شهر تهران واقع در کیلومتر ۲ جاده لشگرک اجرا شد. این نمایش در تهران که با حمایت سازمان هنری ـ رسانه‌ای اوج و سپاه پاسداران انقلاب اسلامی ناحیه جماران و همراهی ۱۴۰ تن از عوامل طراح و بازیگر، هر شب پذیرای حدود ۵ هزار نفر بیننده بود. تماشای این نمایش رایگان بوده و بلیت آن پس از طی روند ثبت نام در اختیار متقاضیان قرار می‌گرفت. این نمایش در شهر یزد، رکورد بیش‌ترین تماشاگر یک شب را با ۱۴ هزار بیننده در بین نمایش‌های ایرانی به نام خود ثبت کرده است.

## موضوع
این نمایش که راوی و نویسنده آن رسالت بوذری است ضمن مرور تاریخ به موضوع توسل و تمسک به اهل بیت می‌پردازد و مخاطبان را طی ۲ ساعت به موضوعاتی چون زندگی حضرت آدم، حضرت نوح، بعثت پیامبر اسلام، شهادت حضرت زهرا، امامت امام مجتبی، واقعه کربلا، حدیث سلسله‌الذهب امام رضا، انقلاب اسلامی، جنگ ایران و عراق و ظهور می‌پردازد.